# Söderby och Råby
Söderby och Råby är en av SCB avgränsad och namnsatt småort i Norrtälje kommun, Stockholms län. den omfattar bebyggelse i Söderby och Råby belägna i Lohärads socken